# Grundfos
Grundfos je dánská průmyslová společnost, která se zabývá výrobou čerpadel. Sídlí ve městě Bjerringbro v regionu Midtjylland. V roce 1945 ji založil Poul Due Jensen pod názvem Bjerringbro Pressestøberi og Maskinfabrik a přejmenována do stávající podoby byla v roce 1967. V jejím logu je vyobrazen Archimédův šroub. Generálním ředitelem je od roku 2021 Poul Due Jensen mladší, vnuk zakladatele firmy. 
Jedná se o akciovou společnost, v níž patří 88 procent akcií Nadaci Poula Jensena. Výnos v roce 2021 činil 28,7 miliard dánských korun.
Firma má pobočky ve 45 státech a pracuje pro ni více než 19 000 zaměstnanců. Vyrábí ponorná čerpadla, oběhová čerpadla, odstředivá čerpadla a také samostatné elektromotory. Ročně uvede na trh okolo 16 milionů výrobků a její podíl na světové produkci čerpadel se pohybuje okolo padesáti procent. Od roku 1990 provozuje Grundfos vlastní výzkumné centrum. 